# ムロタニツネ象
ムロタニ ツネ象（むろたに つねぞう、本名：室谷 常蔵、1934年9月9日 - 2021年11月22日）は、日本の漫画家。ギャグ漫画を主として発表してきたが、歴史漫画、学習漫画、SF漫画、恐怖漫画も執筆している。特に子供向け学習漫画制作の草分け的存在ともいわれた。

## 来歴
1934年9月9日、大阪府に生まれる。中学生の頃から、毎日新聞系列の夕刊紙新九州新聞社発行の『まんが新九州』（1948年創刊）の常連投稿者だった。佐賀県立唐津高等学校卒業。在学中、『毎日中学生新聞』懸賞漫画で金賞を連続3年受賞。
1953年、『毎日中学生新聞』西部版に『日本歴史漫歩』を発表してデビュー。毎日新聞社西部本社に勤務し、その後上京して阿佐ヶ谷美術学園に学ぶ。
1950年代から1960年代にかけて、ギャグマンガ家として『ピカドンくん』や『わんぱくター坊』などの作品で人気となった。また『かみなり坊やピッカリ・ビー』(1967年、MBS制作・NET系)や『ファイトだ!!ピュー太』(1968年、同)などのアニメの原作者として知られる。
1960年代の怪奇ブームに際しては、1967年より『週刊少年サンデー』（小学館）に連載された『地獄くん』がヒット作となった。1966年よりNET系で放送された『悪魔くん』（水木しげる原作）の後番組としてドラマ化される企画もあったが、これは流れた（雪室俊一らが脚本を担当するというNETテレビの企画書が現存し、企画を立てた平山亨が所有していた。この企画書は、平山の死後はマニアの手に渡ったらしい）。
1970年以降は、学習歴史漫画を主に執筆した。特に学研から刊行された「日本の歴史」「世界の歴史」シリーズは、学校の図書室や図書館に配備されるなどして多くの読者を獲得した。
2021年11月22日に87歳で死去。その死は2022年1月25日にマンガ図書館Zを運営する株式会社Jコミックテラスより公表された。

## 作品

### 歴史漫画
（出版社五十音順）
あかね書房
- まんがで学習年表日本の歴史 ２「平安〜鎌倉時代」　1988年4月、ISBN 978-4-251-06525-4[7][8]
- まんがで学習年表世界の歴史 ４「産業革命のはじまり」　1989年4月、ISBN 4251065344[9]

学研
- 学研まんが日本の歴史
  - 8巻「天下の統一」　1982年7月、ISBN 4-05-004707-1[10]
  - 9巻「江戸幕府ひらく」　1982年3月、ISBN 4-05-004774-8[11]
- 学研まんが世界の歴史 全15巻[12]
  - 1 古代文明のおこりとピラミッドにねむる王たち　1992年7月、ISBN 4051061965[13]
  - 2 ギリシア文明とペルシア帝国の興亡　1992年9月、ISBN 4051061973[14]
  - 3 ヘレニズム文明とアレクサンドロス大王の遠征　1992年10月、ISBN 4051061981[15]
  - 4 古代中国文明と秦の始皇帝　1992年5月、ISBN 405106199X[16]
  - 5 ローマの拡大と大将軍カエサル　1993年2月、ISBN 4051062007[17]
  - 6 激動の東アジアと唐の皇帝玄宗　1992年11月、ISBN 4051062015[18]
  - 7 西ヨーロッパの成立とカール大帝　1995年 ISBN 4052005864[19]
  - 8 アジアとヨーロッパの興亡と十字軍とモンゴル帝国　1993年4月、ISBN 4051062031[20]
  - 9 ルネサンス・新航路発見と大航海士コロンブス　1992年3月、ISBN 405106204X[21]
  - 10 フランス革命・産業革命と軍事の天才ナポレオン　1993年7月、ISBN 4051062058[22]
  - 11 アメリカ独立・南北戦争とリンカーン大統領　1993年8月、ISBN 4051062066[23]
  - 12 アジアの植民地と無抵抗主義者ガンジー　1993年11月、ISBN 4051062074[24]
  - 13 第一次世界大戦・ロシア革命と国際連盟の誕生　1993年12月、ISBN 4051062082[25]
  - 14 第二次世界大戦と独裁者ヒトラー　1994年2月、ISBN 4051062090[26]
  - 15 国際連合・冷戦の雪どけとかがやく国際世界へ　1994年2月、ISBN 4051062104[27]
- 学研まんが人物日本史：ムロタニの知名度を上げたシリーズである[要出典]
  - 卑弥呼：まぼろしの女王　1981年9月[28]
  - ヤマトタケルノミコト: 神話の中の英雄　1983年10月[29]
  - 聖徳太子：仏教伝来と法隆寺　1978年12月[30]
  - 聖武天皇: 大仏にこめたいのり : 奈良時代[31]
  - 伊達政宗 : 東北の勇将　1987年4月、ISBN 4-05-102322-2[32]
  - 平賀源内: 江戸の天才発明家　1989年11月、ISBN 4-05-103249-3[33]
  - 坂本龍馬 : 幕末の志士 : 江戸時代後期　1982年、ISBN 4-05-004064-6[34]
  - 勝海舟: 江戸城あけわたし　1984年10月、ISBN 4-05-101040-6[35]

くもん出版
- 科学偉人伝 ： まんが発明発見の科学史　1997年2月、ISBN 4-7743-0121-3[36]
- 日本の歴史人物伝：まんが時代を動かした人びと　1999年7月、ISBN 4774303267[37]
- 世界の歴史人物伝：まんが世界を動かした人びと　1997年7月、ISBN 9784774303253[38]
- 歴史年表大事典：まんが歴史にきざまれたできごと　2005年7月、ISBN 4-7743-1038-7

さ・え・ら書房
- まんが日本史キーワード
  - 海賊の表と裏　1989年4月、ISBN 978-4-378-05002-7[39]
  - 足軽は戦のプロ　1989年4月、ISBN  978-4-378-05001-0[40]
  - 貴族になってみないか　1989年5月、ISBN 978-4-378-05004-1[41]
  - お金のねうちは何できまる　1990年4月、ISBN 978-4-378-05006-5[42]
  - 税金あの手この手　1991年3月、ISBN 978-4-378-05009-6[43]　
  - 幕府ってどういうもの　1991年3月、ISBN 978-4-378-05008-9[44]
  - 神仏と日本人　1991年4月、ISBN 978-4-378-05010-2[45]

集英社
- 漫画日本史
  - 1 原始-奈良時代　1971年[46]
  - 2 平安-鎌倉時代　1971年[47]
  - 3 南北朝-戦国時代　1971年[48]
  - 4 安土桃山-江戸時代　1971年[49]
  - 5 江戸時代(中・後期)　1971年[50]

小学館
- 日本の歴史まんが人物事典　1986年8月、ISBN 978-4092590144[51][52]

少年社
- まんが東京の歴史 
  - 第1巻「武蔵国の国府 : 原始時代〜平安時代」　1983年7月[53]
  - 第2巻「江戸築城 : 鎌倉時代〜戦国時代」　1984年6月[54]
  - 第3巻「江戸開府 -安土桃山時代」　1990年8月[55]

毎日新聞社
毎日中学生新聞に連載。
- 日本歴史漫歩
- 毎ちゃんの日本史
- ぼくの日本史
- 劇画世界史

他にも国土社などにも歴史漫画を出している。

### 歴史漫画以外の漫画
- チョウ子ちゃん（ひとみ 1958年頃[56]）
- わんぱくター坊（漫画王 1959年頃[57]、まんが王 1960年 - 1962年頃[58]、小学生画報 1961年頃[59]）
- ピカドンくん（冒険王 1958年 - 1962年頃[60]）
- ゴエモン（別冊少年マガジン 1965年新年特大号）[61]
- こりゃマイッ太（週刊少年サンデー  1965年48号 - 1966年21号）
- ビリビリビート（週刊少年サンデー 1966年29号 - 34号）
『かみなり坊やピッカリ・ビー』（毎日放送・NET系）としてアニメ化。 - コミカライズ版は「ぼくら」（講談社）、「毎日小学生新聞」（毎日新聞社）にて連載が行われた。原作クレジットの他、脚本にも参加「ぼくらの0点かえせ」。
- カッパーくん（小学館小学五年生1966年9月号 - 1967年9月号）[62][63][64][65][66][67][68][69][70][71][72][73][74]
- 地獄太郎（冒険王 1967年頃）[75]
- ドクター・ツルリ（週刊少年サンデー 1968年12号 - 36号）
『ファイトだ!!ピュー太』（毎日放送・NET系）としてアニメ化。
- 海ぼうず（ぼくら 1968年9月号）[76]
- ナゼナゼくん : 理科まんが 1 - 2巻　朝日ソノラマ、1970年[77]
- おもしろ勉強室（小学館小学三年生1970年4月号 - 1971年3月号　※6月号掲載分タイトル未詳）
  - からだのたんけん　1970年4月号[78]
  - かん字の国を行く　1970年5月号[79]
  - 海底大冒険　1970年7月号[80]
  - 動物いけどり大作戦　1970年8月号[81]
  - ゴキブリをやっつけろ　1970年9月号[82][83]
  - テレビ局は大さわぎ　1970年10月号[84]
  - 秋の虫､大音楽会　1970年11月[85]
  - こちら一一九番!　1970年12月[86]
  - むかしと今　1971年1月[87]
  - 小三のできるまで　1971年2月[88]
  - 電話のひみつ　1971年3月[89]
- 人形地獄（週刊ぼくらマガジン 1970年7月21日号）[90]
- パビリオン地獄（週刊ぼくらマガジン 1970年8月4日号）[91]
- 算数のふしぎ : 算数が３倍楽しくなる　小学館、1980年6月、ISBN 4092960093[92]

- 地獄くん（週刊少年サンデー、少年 1967年頃[93]、中一時代 1969年2月号[94]） - 『VOW王国 ヘンな新聞』（2003年、宝島社）の巻頭において、「帰ってきた地獄くん～誰も死んではならぬの巻～」を掲載。
  - 『完本 地獄くん』太田出版 1997/7 ISBN 978-4872333398
- 海の子ター坊（発行年不明、漫画王9月号付録）[95]

### 挿絵
- なぜなに社会科の学校 2年生　小学館、1969年[96]
- なぜなに算数の学校 1年生　小学館、1971年[97]
- なぜなに算数の学校 5年生　小学館、1971年4月[98]
- なぜなに科学の学校 2年生　小学館、1975年[99]

## アシスタント
- 成田アキラ（甥）